# جون كريسماس مولر
جون كريسماس مولر هو دبلوماسي ومحامي وسياسي دنماركي، ولد في 3 أبريل 1894 في كوبنهاغن في الدنمارك، وتوفي بنفس المكان في 13 أبريل 1948. نشط حزبياً في حزب الشعب المحافظ ‏. وقد انتخب عضو فولكتنغ ‏ وانتخب وزير الخارجية ‏ (7 مايو 1945 – 7 نوفمبر 1945).

## وصلات خارجية
- جون كريسماس مولر على موقع مونزينجر (الألمانية)